# Poritidae
Die Poritidae sind eine Familie der Steinkorallen (Scleractinia). Sie sind neben den Acropora die wichtigsten Riffbildner und wachsen meist in krustigen oder massiven, runden Stöcken. Nur wenige Arten bilden ästige Strukturen. Im Great Barrier Reef gibt es Korallenstöcke der Gattung Porites, die über sechs Meter hoch sind, und deren Alter auf über 200 Jahre geschätzt wird.
Im Meerwasseraquarium sind die Arten der Poritidae heikel und nur schwer zu halten.

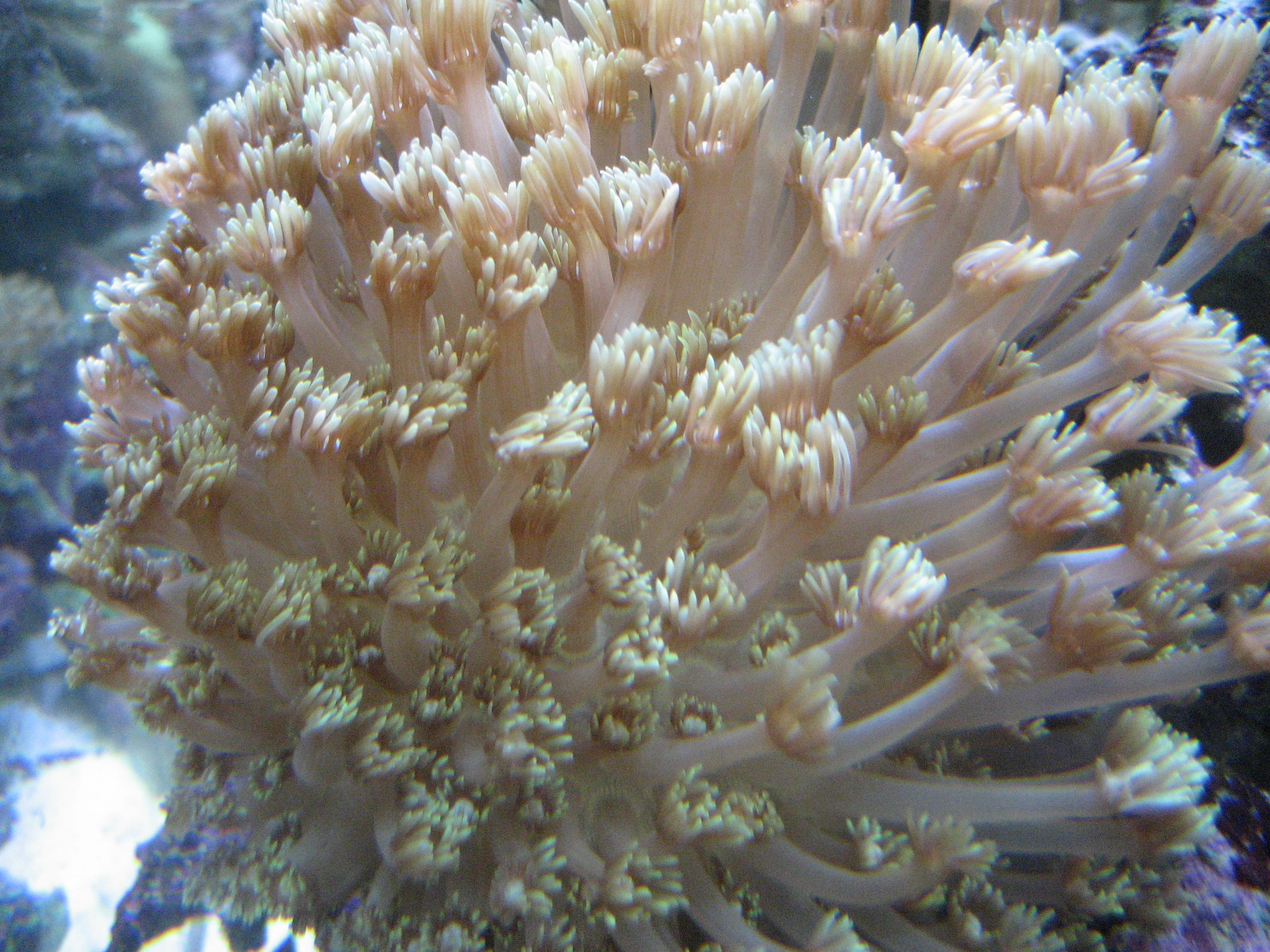
Goniopora

## Gattungen
- Bernardpora Kitano & Fukami, 2014
- Goniopora Blainville, 1830
- Porites Link, 1807
- Stylaraea Milne-Edwards et Haime, 1851